# Peter Meyer (Politiker, 1935)
Peter Meyer (* 11. Dezember 1935 in Magdeburg; † 15. Januar 2015 in Berlin) war ein deutscher Politiker (SPD).

## Leben

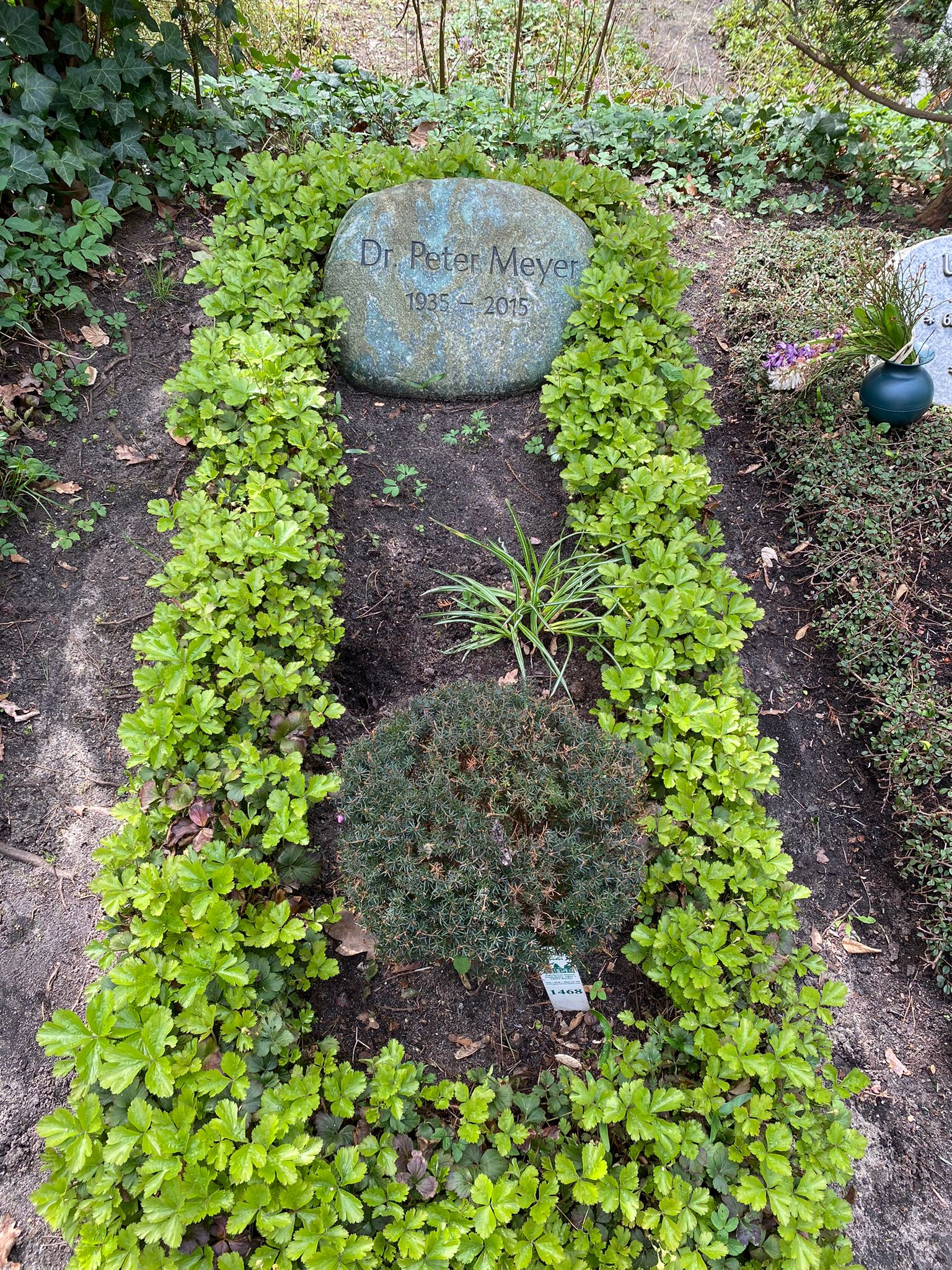
Grabstätte auf dem Friedhof Heerstraße

Peter Meyer verließ 1952 die DDR und wanderte nach Los Angeles aus. Dort besuchte er die Highschool in Van Nuys, wo er 1954 das Abitur machte. Er studierte anschließend an der University of California, Los Angeles (UCLA), 1958 legte er den Bachelor of Arts in Physik ab. Im selben Jahr kehrte Meyer nach Deutschland zurück und studierte dann an der Universität Bonn und wurde 1961 Diplom-Physiker. 1966 promovierte er als Kernphysiker mit dem Dr. rer. nat. Er wurde Lehrer für Physik und Mathematik in Berlin.
Meyer trat 1976 der SPD bei. 1984 konnte er in die Bezirksverordnetenversammlung im Bezirk Wilmersdorf nachrücken. Bei der Berliner Wahl 1990 wurde er in das Abgeordnetenhaus von Berlin gewählt, dem er bis 1999 angehörte.
Seine letzte Ruhestätte erhielt Peter Meyer auf dem Friedhof Heerstraße (Abt. II M-29).